# Navalmoralejo
Navalmoralejo ist eine zentralspanische Gemeinde mit 54 Einwohnern (Stand: 2024) in der Provinz Toledo der Region Kastilien-La Mancha.

## Lage und Klima
Navalmoralejo liegt in der Sierra de Gredos im Westen der historischen Landschaft der La Mancha ca. 110 km (Fahrtstrecke) westsüdwestlich der Stadt Toledo in einer Höhe von ca. 425 m.
Das Klima im Winter ist rau, im Sommer dagegen trocken und warm; der spärliche Regen fällt überwiegend in den Wintermonaten.

## Bevölkerungsentwicklung
| Jahr      | 1900 | 1970 | 1981 | 1991 | 2001 | 2011 | 2021 | 2022 |
| Einwohner | 343  | 193  | 121  | 91   | 70   | 67   | 56   | 51   |

Die seit den 1950er Jahren zunehmende Mechanisierung der Landwirtschaft und die Aufgabe von bäuerlichen Kleinbetrieben führten auch in der Gemeinde zu einem Kaufkraftschwund und zur Abwanderung eines Teils der Bevölkerung.

## Sehenswürdigkeiten
- Archäologische Stätte Ciudad de Vascos, maurische Siedlung
- Peterskirche (Iglesia de San Pedro Apóstol)
- Rathaus

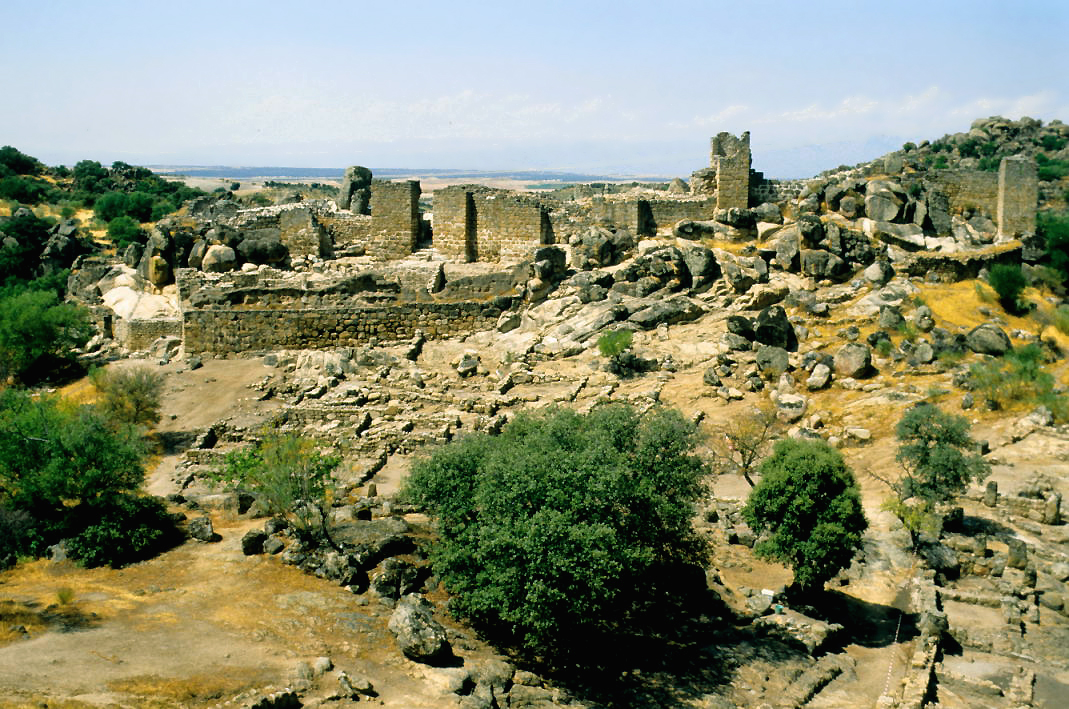
Die Ciudad de Vascos
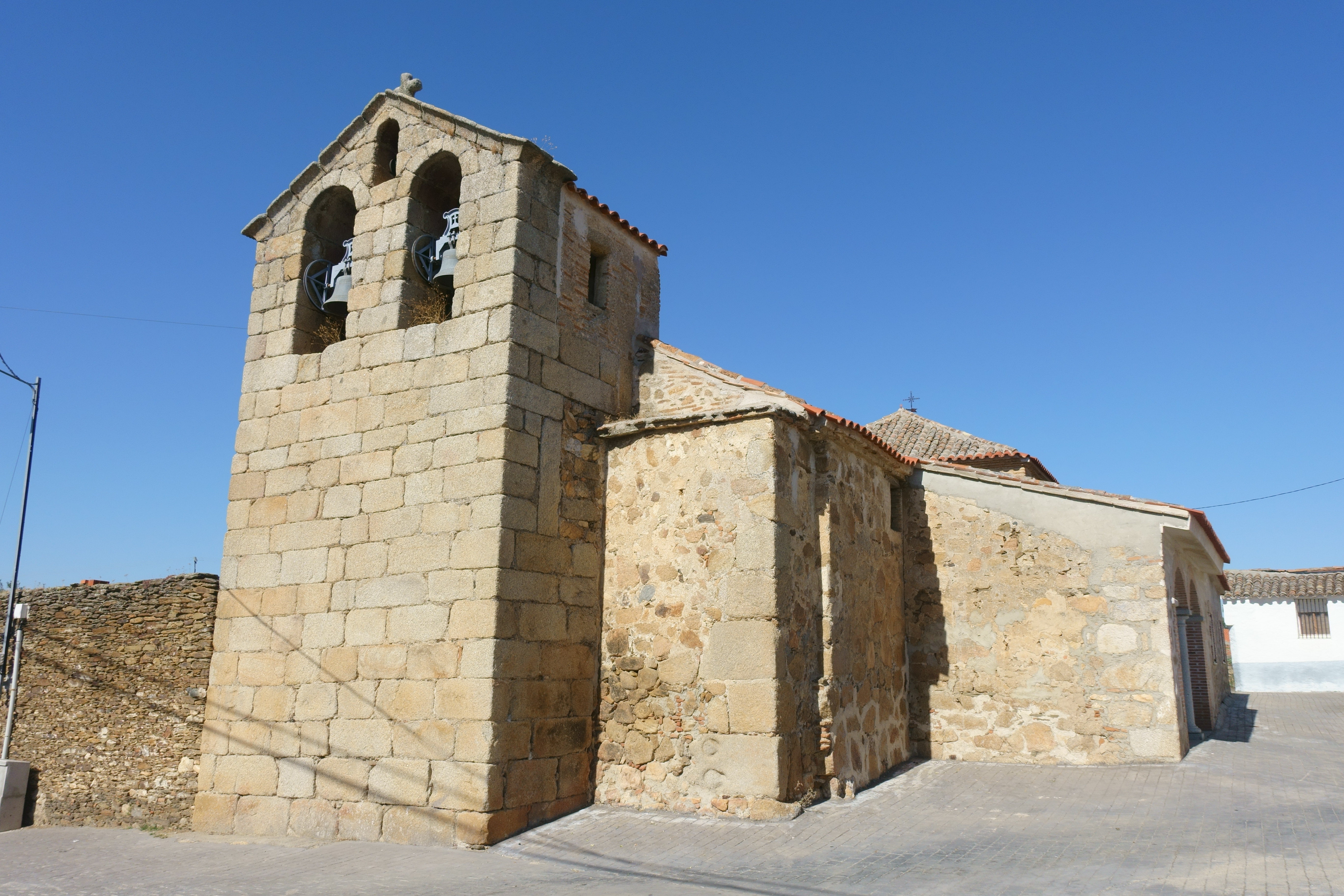
Peterskirche
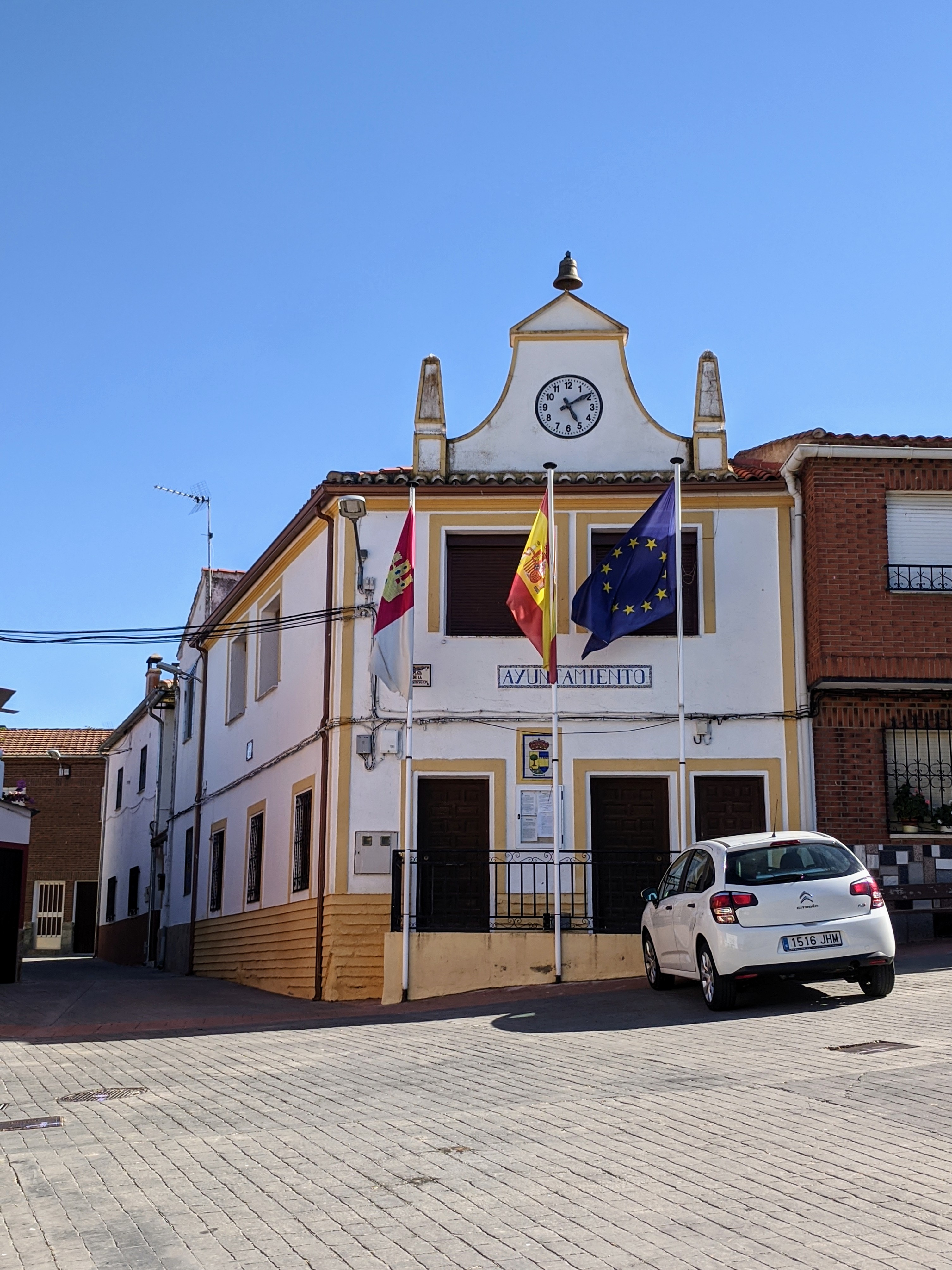
Rathaus